# Reinhard Höppner
Reinhard Höppner (Haldensleben, 1948. december 2. – Magdeburg, 2014. június 9.) német matematikus, politikus és irodalmi szerkesztő. Az NDK utolsó választásán, 1990-ben került be a Volkskammerbe. 1994-ben lett Szász-Anhalt miniszterelnöke, Christoph Bergnert váltotta a poszton. Helyét 2002-ben adta át Wolfgang Böhmernek. Az evangélikus Höppner 2005-től 2007-ig a Német Evangélikus Egyház Közgyűlésének elnöke volt.